# Franz Xaver Schlechta von Wschehrd
Franz Xaver Schlechta von Wschehrd (auch Wssehrd, tschechisch František Xaver Šlechta ze Všehrd) (* 20. Oktober 1796 in Písek/Böhmen; † 23. März 1875 in Wien) war ein k.k. Beamter und Dichter.

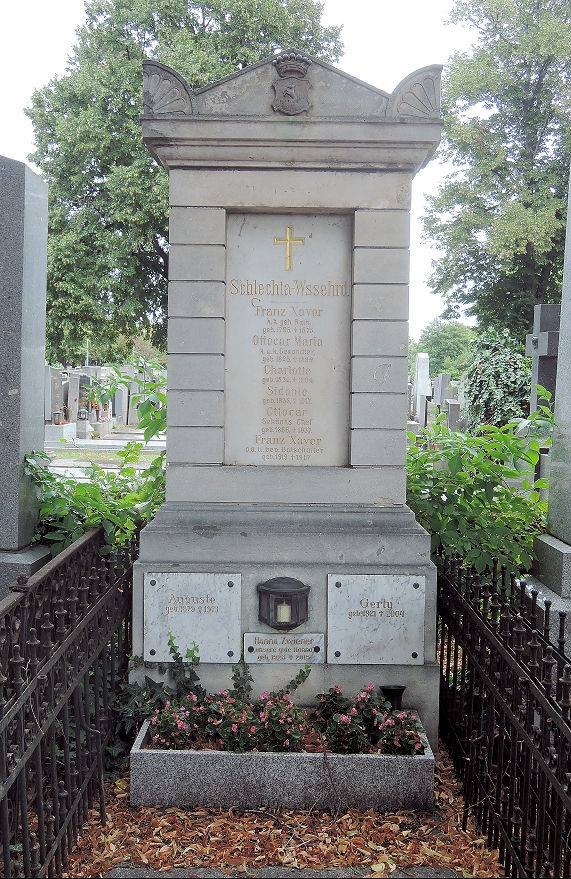
Franz Xaver Schlechta von Wschehrds Ehrengrab

## Herkunft
Seine Eltern waren Franz Xaver Vincenz Schlechta von Wschehrd (* 1763; † 14. September 1831) und dessen Ehefrau Friederike Ursula Edle von Scheurich († 1827). Sein Bruder Vincenz (1798–1879) war k.k. Feldmarschall-Lieutenant.

## Leben
Schlechta besuchte 1811–13 das Konvikt im Stift Kremsmünster („Philosophische Jahrgänge“) und 1813–17 jenes in Wien, wo er an der Universität von 1814 bis 1818 Jura studierte und anschließend als Beamter im Finanzministerium den Hofratstitel erlangte.
Durch seine Studienorte war er mit verschiedenen Freundeskreisen von Franz Schubert bestens bekannt, etwa jenem um die Gebrüder Spaun in Linz und Franz von Schober.
In den Jahren nach 1820 dürfte Schlechta, selbst wenn er sich auch als Tenorsänger bei Schubertiaden produzierte, etwas weniger an deren Zusammenkünften teilgenommen haben, wobei man sein Porträt auf Moritz von Schwinds Sepiazeichnung einer Schubertiade vergeblich sucht.
Schlechtas 1817 in der Wiener Theaterzeitung abgedrucktes Gedicht auf Schubert als Schöpfer der (verschollenen) Prometheus-Kantate D 451, bei deren Uraufführung der Dichter mitgewirkt hatte, ist die erste öffentliche Würdigung Schuberts, und Schlechta trat 1820 noch mehrfach als Schubert-Rezensent auf, u. a. von dessen Bühnenwerken.
Ab 1819 war Schlechta auch Mitglied der Ludlamshöhle. 1821 heiratete er und war dann teilweise Gastgeber geselligen Musizierens der Freunde. Nachdem er sich schon 1820 an einem Drama versucht hatte (Der Grünmantel von Venedig, Uraufführung im Theater an der Wien) wurde 1825 sein „Minnespiel“ Cimburga von Masovien im Burgtheater uraufgeführt. 1826 veröffentlichte er auch ein weiteres „Minnespiel“ Ernst der Eiserne.
Zwischen 1815 und 1828 vertonte Schubert sechs seiner Gedichte. Dies waren auch Schlechtas produktivste Jahre als Dichter. 1828 verfasste er einen lyrischen Nachruf und 1840 ein (verschollenes) Gedicht auf Schubert, auch an der Enthüllung von Carl Kundmanns Schubert-Denkmal (1872) im Wiener Stadtpark nahm er noch teil.
Der Stiefsohn von Schuberts Bruder Ignaz, Heinrich Hollpein, porträtierte Schlechta 1835.
1824 ließ Schlechta erstmals eine Anthologie seiner Dichtungen erscheinen (Neuauflage 1828). Gegen Ende seines Lebens überredete ihn seine Tochter wiederum zur Herausgabe seiner Gedichte, die vom Verfasser im Wortlaut vielfach verändert, erst 1876 unter dem Titel Ephemeren (Vorwort: Heinrich Laube) herauskamen.

## Familie
Schlechta heiratete Katharina Gutherz (* 23. November 1804; † 5. April 1853). Das Paar hatte mehrere Kinder:
- Camillo (* 24. December 1822;† 3. Februar 1880)[1], Schriftsteller ⚭ Marie Bilimek
- Ottocar (* 20. Juli 1825; † 18. Dezember 1894)[2], Orientalist und Diplomat ⚭ Charlotte  Freiin von Paumgartten zu Deittenkofen und Maßbach, verwitwete Freifrau Liechtenberg-Janeschitz von Adlersheim[3]
- Emilie (* 2. November 1830)
- Sidonie (* 25. April 1838)

## Korrekturen
Sowohl bei Constant von Wurzbach, als auch im Österreichischen Biographischen Lexikon sind die Lebensdaten teils falsch angegeben. Die Parte und Schlechtas Grabdenkmal enthalten die korrekten Daten. Er wurde am Wiener Zentralfriedhof in einem ehrenhalber gewidmeten Grab bestattet.
Die Annahme, Schubert habe sieben Gedichte Schlechtas vertont (vgl. den Untertitel bei Carmen Ottner) beruht auf der Fehlzuschreibung von Schuberts Lied D 458 („Aus Diego Manazares. Ilmerine“). Dieses Gedicht stammt vielmehr von Ernestine von Krosigk aus ihrer Erzählung Diego Manzanares, wo es von Almerine zur Gitarre gesungen wird. Diese Erzählung wurde veröffentlicht im Taschenbuch Egeria, Berlin 1805.